# Sheila Munyiva
Sheila Munyiva, née le 27 mars 1993 à Nairobi, est une actrice et réalisatrice kenyane.

## Biographie
Munyiva naît en 1993 à Nairobi. Elle grandit en regardant Hannah Montana et pensait que sa peau devrait être plus claire et ses cheveux plus droit. Elle allait fréquemment le Royaume-Uni car sa mère y vivait. Munyiva étudie pour devenir présentatrice de nouvelles à l'université avant de se spécialiser dans la production cinématographique. Après avoir obtenu son diplôme, elle travaille à l'écriture de son scénario en participant à des masterclasses d'écrivain.
En 2018, Munyiva joue le rôle de Ziki, un esprit libre déchiré entre l'amour et la sécurité, dans le film Rafiki. L'histoire, inspirée du roman Jambula Tree de l'écrivaine ougandaise Monica Arac de Nyeko, explore l'amour naissant entre deux jeunes femmes dans un contexte où l'homosexualité est interdite. Bien qu'elle ait impressionné le réalisateur Wanuri Kahiu lors de l'audition, Munyiva hésitait à accepter le rôle jusqu'à ce qu'un ami homosexuel la persuade de son importance.
Par la suite, le film est interdit au Kenya, où l'homosexualité est illégale. Rafiki devient le premier film kenyan à être projeté au Festival de Cannes. Munyiva a été présentée dans l'édition Vogue UK pour les meilleurs looks beauté et maquillage à Cannes. Ann Hornaday du Washington Post a salué "l'alchimie attachante et directe" de Munyiva et de sa co-star Samantha Mugatsia.
Elle est nommée pour la meilleure actrice aux Africa Movie Academy Awards.
En 2019, Munyiva joue le rôle du médecin Anna dans la série télévisée Country Queen . En juillet 2019, elle fait ses débuts au théâtre dans le rôle de Sarafina dans la comédie musicale Sarafina ! . Munyiva fait du bénévolat en tant que mentor auprès des filles d'une école à but non lucratif située dans les bidonvilles de Kibera. Elle réalise plusieurs publicités au Kenya. Elle travaille sur son premier court métrage, Ngao, basé sur ses expériences d'enfance.

## Filmographie
- 2018 : Rafiki dans le rôle de Ziki Okemi
- 2018 : L'invité (série TV)
- 2019 : Country Queen dans le rôle d'Anna (série télévisée)
- 2023 : Kizazi Moto : Generation Fire dans le rôle de Shiro (série télévisée)